# Pivovar Ostravar
Pivovar Ostravar – czeski browar działający w Ostrawie.

## Historia
Browar założono w 1897. Pierwsze piwo uwarzono tu latem 1898.
Od 1997 jest częścią koncernu Pivovary Staropramen, będącej od 2012 częścią grupy Molson Coors Brewing Company.

## Piwa
Obecnie browar warzy piwa: Ostravar Original, Ostravar Premium, Ostravar Nefiltr i Černá Barbora.